# Relações entre Brasil e Nigéria

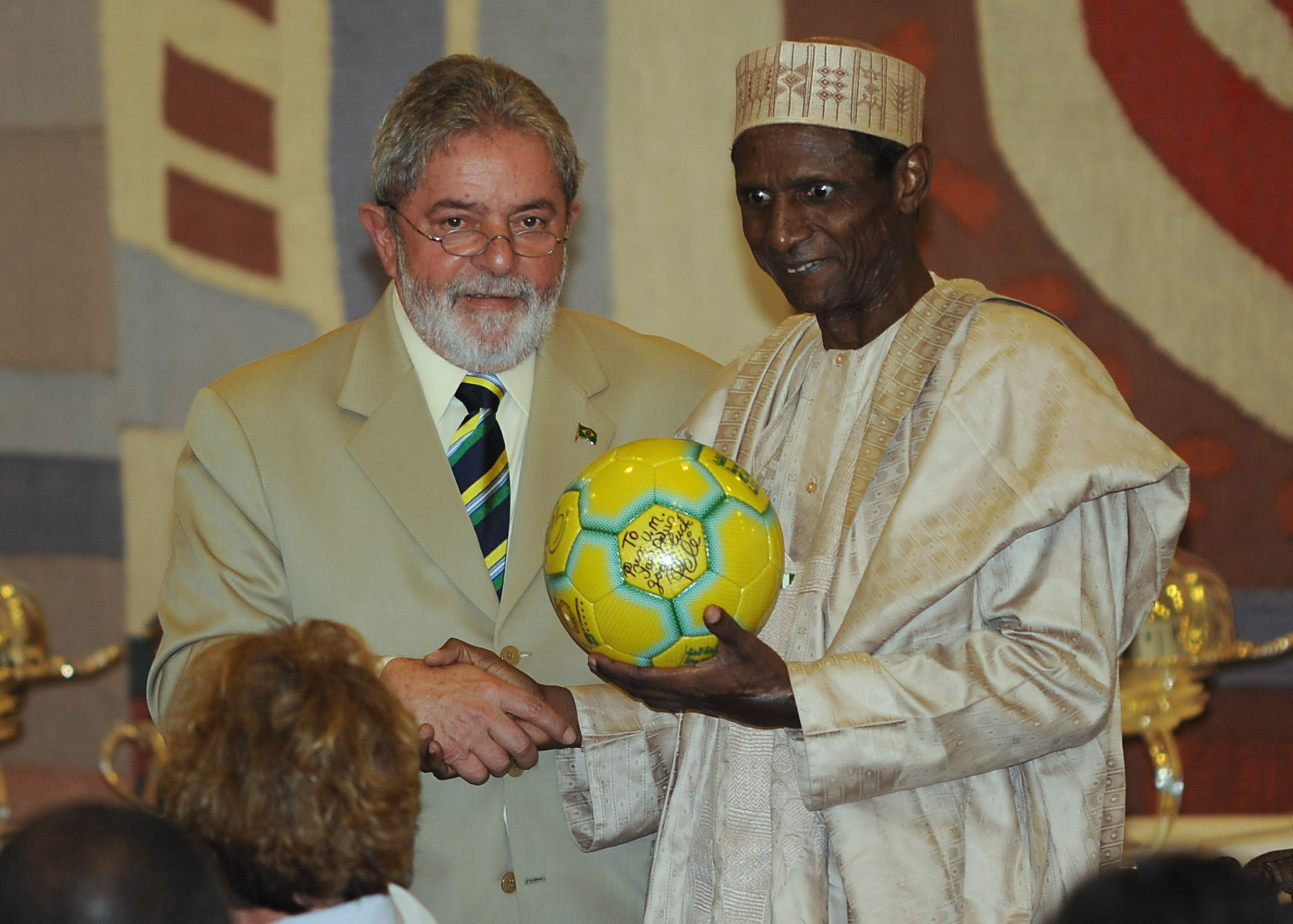
O presidente Luiz Inácio Lula da Silva e o ex-presidente da Nigéria, Umaru Yar'Adua, durante encontro no Palácio Itamaraty.

As relações entre Brasil e Nigéria são as relações diplomáticas entre a República Federativa do Brasil e a República Federal da Nigéria. O Brasil mantém uma embaixada em Abuja, e um consulado em Lagos. A Nigéria mantém uma embaixada em Brasília. Estas relações concentram-se principalmente sobre o comércio e a cultura. Eles são os países mais populosos na América Latina e na África. O Brasil e a Nigéria, durante séculos, tiveram uma boa amizade, e um forte relacionamento sobre as bases da cultura (visto que muitos afro-brasileiros traçam a sua descendência e práticas religiosas da Nigéria), e das trocas comerciais. A Nigéria é um importante fornecedor de petróleo para o Brasil.

## Comércio
O comércio entre o Brasil e a Nigéria praticamente quintuplicou entre os anos de 2002 a 2008. Os números colocaram a Nigéria como o décimo parceiro comercial do Brasil no mundo e o principal no continente africano.

## Comparação entre os países
|                                                  | Brasil                                     | Nigéria                                    |
| ------------------------------------------------ | ------------------------------------------ | ------------------------------------------ |
| População                                        | 204.450.649                                | 174.507.539                                |
| Área                                             | 8.514.877 km²                              | 923.768 km²                                |
| Densidade populacional                           | 23,8 hab/km²                               | 188,9 hab/km²                              |
| Capital                                          | Brasília                                   | Abuja                                      |
| Maior cidade                                     | São Paulo                                  | Lagos                                      |
| Governo                                          | República presidencialista                 | República presidencialista                 |
| Línguas oficiais                                 | Português                                  | Inglês                                     |
| PIB (nominal)                                    | US$ 2,244 Trilhões (US$ 11 067 per capita) | US$ 594,257 bilhões (US$ 3 416 per capita) |
| Moeda                                            | Real                                       | Naira                                      |
| Índice de Desenvolvimento Humano (2014)          | 75° (0,755)                                | 152° (0,514)                               |
| Índice de Competitividade Global (2014)          | 57.º (56.º em 2013)                        | 127° (120° em 2013)                        |
| Produção Científica (2014)                       | 13° (59.736)                               | 54° (5.155)                                |
| Reservas Internacionais em 2014 (milhões de USD) | 6° (376.090)                               | 37° (46,410)                               |
| Índice de Liberdade Econômica (2013)             | 100° (57.7)                                | 120° (55.1)                                |
| Índice Global de Paz (2014)                      | 90° (91° em 2013)                          | 151° (149° em 2013)                        |